# Eligiuspreis
L'Eligiuspreis è un premio assegnato annualmente dalla  Deutsche Numismatische Gesellschaft (DNG) a persone, che si siano distinte nella numismatica. Precedentemente c'era stato un premio, animato da Gerd Frese e assegnato dal 1978 al 1995 per lavori, proposti da autori della DNG e dall'estero che non fossero ricercatori, funzionari o commercianti attivi nella numismatica.

## Storia
L'Eligiuspreis prende nome da Eligio di Noyon, protettore dei numismatici e dei collezionisti di monete. I premiati tedeschi devono essere membri di una della società affiliate alla DNG. Per gli stranieri questa regola non vale.
La giuria, indipendente, è nominata dal presidente della DNG, e ne fanno parte numismatici e collezionisti di monete. A parità di voti prevale il voto del presidente della giuria. La giuria è presieduta, dal 1996, da Bernhard Overbeck. Oltre alla medaglia i premiati hanno anche un premio in denaro. La medaglia, che viene assegnata dal 1992, è stato disegnata dall'architetto e medaglista Peter Götz Güttler, di Dresda. Oltre all'Eligiuspreis c'è anche, come premio tedesco per la ricerca numismatica, il GIG-Ehrenpreis, conferito annualmente, dal 1974, dalla Gesellschaft für Internationale Geldgeschichte a Francoforte sul Meno.

## Premiati
- 1996: Wolfgang Hahn
- 1997: Gerd Martin Forneck e Konrad Schneider
- 1998: Karl Gebhardt
- 1999: Hans Dietrich e Sabine Schultz
- 2000: Klaus Marowsky
- 2001: Hans-Dieter Dannenberg
- 2002: Tyll Kroha
- 2003: Manfred Mehl
- 2004: Christian Dekesel e Peter Berghaus
- 2005: Hans-Jörg Kellner
- 2006: Hubert Ruß[1]
- 2007: Arnold Schwede
- 2008: Monika Lücke
- 2009: Peter Götz Güttler[2]
- 2010: Reiner Cunz[3]
- 2011: Paul Arnold
- 2012: Günter Unshelm
- 2013: Klaus Giesen
- 2014: Heinz Thormann
- 2015: Wolfgang Steguweit
- 2016: Eberhard Auer e Peter Hammer
- 2017: Ulrich Klein
- 2018: Fritz Rudolf Künker
- 2019: Rainer Albert